# Rudi Strittich
Rudolf Josef Strittich (ur. 3 marca 1922 w Steyr, zm. 11 lipca 2010) – austriacki piłkarz występujący na pozycji pomocnika, reprezentant Austrii w latach 1946–1949, trener piłkarski.

## Kariera klubowa
Strittich jako junior grał w zespołach SK Vorwärts Steyr, NSTG Graslitz, NSTG Falkenau oraz First Vienna FC 1894. Jako senior występował zaś w drużynach Vorwärts Steyr, First Vienna, Triestina Calcio, Deportivo Samarios oraz Besançon RC.

## Kariera reprezentacyjna
W reprezentacji Austrii Strittich zadebiutował 6 października 1946 w przegranym 0:2 towarzyskim meczu z Węgrami. W latach 1946–1949 w drużynie narodowej rozegrał 4 spotkania.

## Kariera trenerska
Karierę trenerską Strittich rozpoczął w SK Sturm Graz. Następnie prowadził szwajcarski FC Basel i grecki Apollon Kalamaria. W 1961 roku został trenerem duńskiego Esbjerg fB, z którym w sezonach 1961 oraz 1962 zdobył mistrzostwo Danii.
Po tych sukcesach Strittich odszedł z klubu i prowadził SK Vorwärts Steyr, a także Viborg FF. W 1965 roku wrócił do Esbjerga i w sezonie 1965 wywalczył z nim kolejne mistrzostwo Danii. W Esbjergu pracował do sezonu 1967, a potem w latach 1968–1969 trenował Aalborg BK.
W 1970 roku Strittich został selekcjonerem reprezentacji Danii. W roli tej zadebiutował 19 maja 1970 w przegranym 0:2 towarzyskim meczu z Polską. W 1972 roku prowadzona przez niego drużyna Danii wzięła udział w Igrzyskach Olimpijskich 1972, które zakończyła na drugiej rundzie. Kadrę Danii trenował do 1975 roku. Łącznie poprowadził ją w 53 spotkaniach.
Potem Strittich był szkoleniowcem hiszpańskiego Realu Murcia, Esbjerga, z którym w 1979 zdobył czwarte mistrzostwo Danii oraz Austrii Salzburg.

## Sukcesy
Esbjerg fB
- mistrzostwo Danii: 1961, 1962, 1965, 1979